# اوجی‌ال‌ای-تی‌آر-۲۱۱
اوجی‌ال‌ای-تی‌آر-۲۱۱ یک ستاره است که در صورت فلکی شاه‌تخته قرار دارد.